# Турувко
Турувко (пол. Turówko, нім. Thurowken) — село в Польщі, у гміні Козлово Нідзицького повіту Вармінсько-Мазурського воєводства.
Населення — 177 осіб (2011).
У 1975-1998 роках село належало до Ольштинського воєводства.

## Демографія
Демографічна структура станом на 31 березня 2011 року:
|          | Загалом | Допрацездатний вік | Працездатний вік | Постпрацездатний вік |
| -------- | ------- | ------------------ | ---------------- | -------------------- |
| Чоловіки | 92      | 10                 | 75               | 7                    |
| Жінки    | 85      | 17                 | 56               | 12                   |
| Разом    | 177     | 27                 | 131              | 19                   |